# Sunrise (marchio)
Sunrise (サンライズ?, Sanraizu) è un marchio e gruppo di produzione giapponese appartenente a Bandai Namco Filmworks, originariamente nota come Sunrise Inc., l'azienda è stata rinominata nel 2022 come parte di una riorganizzazione aziendale. Tuttavia, il nome "Sunrise" continua a essere utilizzato come marchio per le sue produzioni, preservando la storica identità legata a numerose opere iconiche nel panorama dell'animazione giapponese.

## Storia

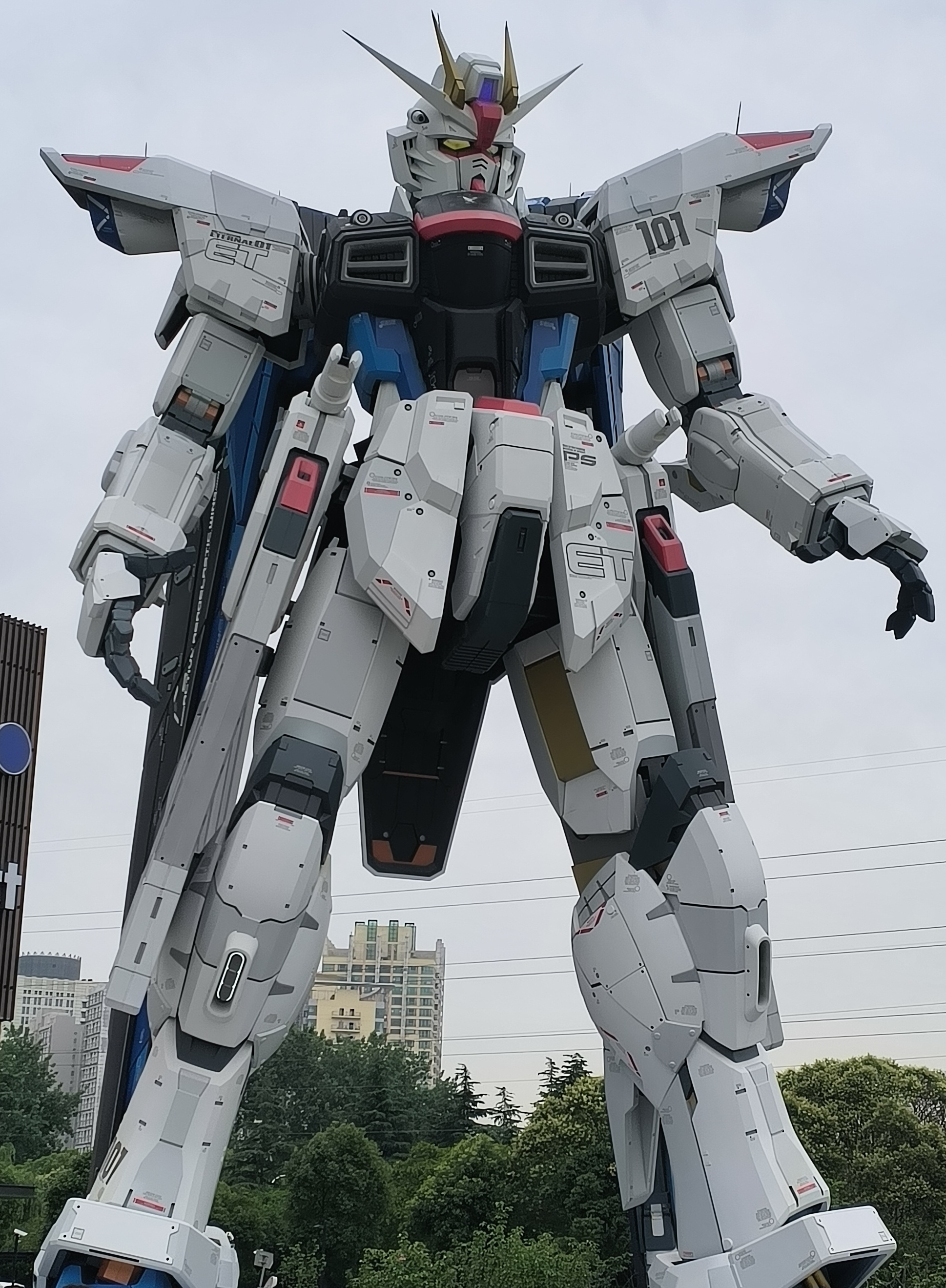
Sunrise ha prodotto e animato la serie Gundam, uno dei franchise di maggior successo e di grande rilevanza nella cultura popolare mondiale.

Nel 1972, un gruppo di ex dipendenti dalla Mushi Production fondò la società di produzione di anime Soeisha Co., Ltd. Nello stesso anno, fu istituito Sunrise Studios, Ltd. come sede produttiva di Soeisha; tra i personaggi coinvolti vi sono Tadao Nagahama, Yoshiyuki Tomino e Yoshikazu Yasuhiko. A causa della mancanza di fondi, Soeisha ottenne investimenti da Tohokushinsha, diventando una sua sussidiaria e subappaltatrice. Soeisha si occupava della pianificazione e delle vendite, mentre la produzione degli anime veniva realizzata da Sunrise Studios. Di conseguenza i diritti d'autore delle opere di quel periodo riportavano esclusivamente la dicitura "©Tohokushinsha". 
Secondo un'intervista con i membri di Sunrise, l'azienda decise di organizzare la produzione degli anime concentrandosi sui produttori, piuttosto che su un singolo creatore, come avveniva in altre realtà, ad esempio la Mushi Production guidata da Osamu Tezuka. Poiché il mercato degli anime mainstream, come le trasposizioni di manga, le serie sportive e le storie per bambini, era già dominato da altre aziende, Sunrise scelse di specializzarsi nei anime con i mecha, un genere più complesso da animare ma con un forte potenziale commerciale legato alla vendita di giocattoli.
Nel 1977, lo studio Sunrise si separa dalla Soeisha, diventando indipendente con il nome di Nippon Sunrise. Tra il 1977 e il 1979, il duo formato da Yoshiyuki Tomino e Yoshikazu Yasuhiko creò un trittico di serie che ridefinì il genere robotico, inaugurato dalla Toei Animation con Gō Nagai nel 1972: Zambot 3, Daitarn 3 e Mobile Suit Gundam. Nippon Sunrise si dedicò quasi esclusivamente al genere mecha fino alla fine degli anni ottanta. In seguito, con il cambio di nome nell'attuale Sunrise, diversificò le proprie produzioni, esplorando una vasta gamma di generi.
Lo studio è famoso per serie anime originali e adattamenti di grande successo, sia critico che commerciale, come Gundam, Cowboy Bebop, Densetsu kyojin Ideon, I cieli di Escaflowne, Love Live!, Code Geass, Tiger & Bunny, City Hunter, Inuyasha, Gintama e molti altri. La maggior parte delle loro opere è composta da titoli originali, ideati internamente dal team creativo dello studio e firmati con lo pseudonimo collettivo Hajime Yatate, che non rappresenta una singola persona, ma simboleggia il contributo congiunto di tutto lo staff.
Nel 1994, lo studio è stato acquisito dalla Bandai (successivamente Bandai Namco Holdings) e, nel 2022, l'azienda Sunrise Inc. è stata riorganizzata come divisione interna della Bandai Namco Filmworks. Tuttavia, il nome Sunrise non è scomparso, rimanendo in uso come marchio ufficiale per le produzioni di Bandai Namco Filmworks.

### Loghi

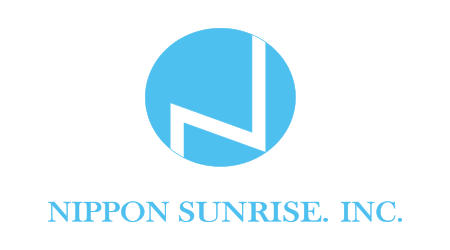
Logo dal novembre 1981 fino al maggio 1986
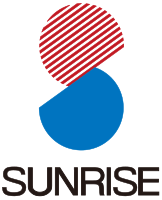
Logo da giugno 1987 fino al settembre 1995
Logo da ottobre 1996

## Studi

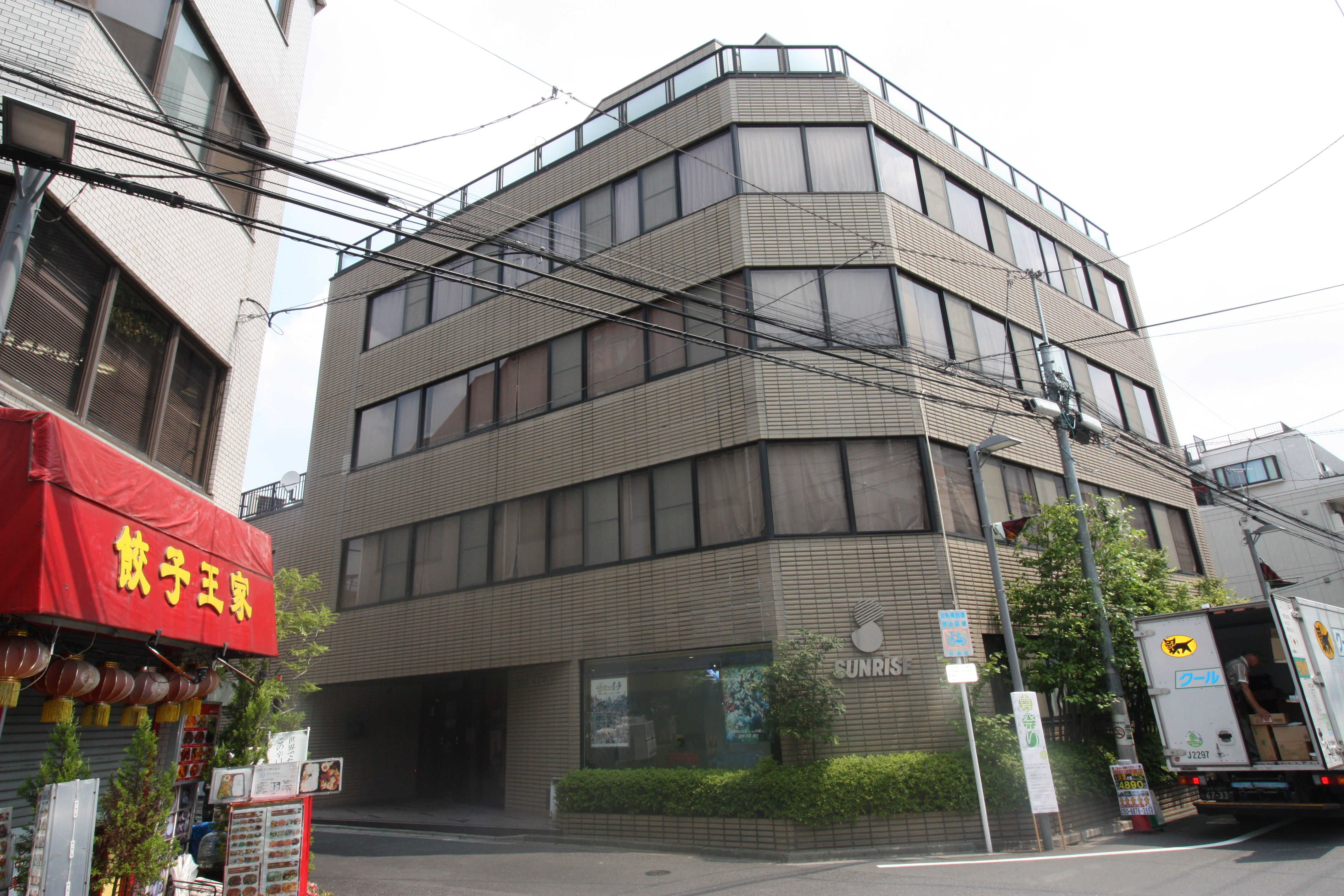
Ex quartier generale dello studio a Suginami

- Studio 1 - Fu creato con la fondazione di Sunrise nel 1972. Tra le opere più importanti si annoverano Mobile Suit Gundam, Densetsu kyojin Ideon, Patlabor e Inuyasha. Lo studio è stato inoltre responsabile di numerosi successivi capitoli della saga di Gundam[1].
- Studio 2 - Fu creato intorno al 1974-75, tra le opere più importanti si trovano Seisenshi Dunbine e diversi capitoli della saga di Gundam. Ha inoltre lavorato su I cieli di Escaflowne e Cowboy Bebop[1].
- Studio 3 - Fu creato nel 1975. Tra le prime opere si annoverano Blue Comet SPT Layzner e City Hunter. Lo studio ha curato numerosi capitoli della saga di Gundam, tra cui Mobile Suit Gundam: L'Ottavo Plotone, Gundam Build Fighters, Mobile Suit Gundam: Iron-Blooded Orphans e Mobile Suit Gundam: The Witch from Mercury[1].
- Studio 4 - Fu creato nel 1979 e tra le opere più importanti si annovera l'anime The Ultraman e Code Geass.
- Studio 5 - Fu creato anch'esso nel 1979 e tra le opere più importanti si trovano Seikai no monshō e i film di InuYasha.
- Studio 6 - Fu creato nel 1983. Tra le opere più importanti si annoverano The Big O, Keroro e Tiger & Bunny.
- Studio 7 - Fu creato nel 1985 ed è noto per Sacred Seven e s-CRY-ed.
- Studio 8 - Fondato intorno al 1995, è noto per Mai-HiME, Buddy Complex, Accel World e Love Live!.
- Studio 9 - Lo studio sorella di Studio 7, fu fondato nel 1996. Tra le opere più importanti si annoverano Gasaraki e Mugen no Ryvius.
- Studio 10 - Lo studio sorella di Studio 5, fu fondato intorno al 1996. Tra le opere più importanti si annoverano Outlaw Star e Phi Brain: Kami no Puzzle.
- Studio 11 - Lo studio sorella di Studio 8, fu fondato nel 2009 e ha lavorato su Kurokami e SD Gundam Sangokuden Brave Battle Warriors.
- Studio D.I.D - Lo studio di produzione CG di Sunrise, contribuisce alla creazione di CG per molte delle serie dello studio, tra cui Tiger & Bunny, Cross Ange, Kakumeiki Valvrave e Mobile Suit Gundam: The Origin.
- Nerima Studio - Precedentemente noto come Ogikubo Studio (荻窪スタジオ?, Ogikubo sutajio) o Sunrise Emotion, è meglio conosciuto per Kakumeiki Valvrave e il film anime King of Thorn.
- Sunrise Origin Studio (サンライズオリジンスタジオ?, Sanraizu orijin sutajio) - È lo studio di animazione "in-between" di Sunrise.
- White Base - È uno studio aperto nel novembre 2021 e prende il nome dalla famosa nave spaziale dell'originale Gundam[5].

### Studi fondati da ex dipendenti di Sunrise
Durante la lunga carriera dello studio, diversi membri dello staff, tra cui animatori e produttori, hanno lasciato l'azienda per fondare altri studi, alcuni dei quali sono diventati altrettanto famosi.
- Studio Deen - fondato nel marzo 1975 da Hiroshi Hasegawa e Takeshi Mochida.
- Studio Dub - fondato nel gennaio 1983 da Masa Yahata, acquisito e diventato BNP Iwaki Studio nel 2019.
- Lifework - fondato nel 1984 da Yutaka Kanda e Masahiro Toyozumi.
- Studio Takuranke - fondato nel settembre 1987 da Yasuhiko Kondō e Hiroyuki Yamada.
- Studio Gazelle - fondato nel settembre 1993 da Ikuo Sato.
- Bones - fondato nell'ottobre 1998 da Masahiko Minami con membri dello staff dello Studio 2.
- Manglobe - fondato nel febbraio 2002 da Shinichirō Kobayashi e Takashi Kochiyama con membri dello staff dello Studio 7.
- A-1 Pictures - fondato nel maggio 2005 da Masuo Ueda e Mikihiro Iwata, un produttore dello Studio 5.
- Bridge - fondato nell'agosto 2007 da Chie Ohashi con membri dello staff dello Studio 6.
- Odd Eye Creative - fondato nel febbraio 2011 da Naotake Furusato.
- Yaoyorozu - fondato nell'agosto 2013 da Tatsuki, chiuso nel 2020, l'attività di animazione è stata trasferita e integrata nella nuova compagnia 8million.
- Buemon - fondato nell'aprile 2014 da Kiyohiko Takayama.

## Produzioni

### Serie TV

#### Dal 1972 al 1976 (Soeisha)
Le opere realizzate dal 1972 al 1976 sono state prodotte sotto il nome di Soeisha. Con questo nome è stata creata la prima opera mecha dello studio ovvero Zero Tester.
| Titolo                                   | Inizio prima visione | Fine prima visione | Episodi | Note e fonti   |
| ---------------------------------------- | -------------------- | ------------------ | ------- | -------------- |
| Hazedon                                  | ottobre 1972         | marzo 1973         | 26      | [ 1 ]          |
| Zero Tester                              | ottobre 1973         | dicembre 1974      | 66      | [ 6 ]          |
| Il prode Raideen                         | aprile 1975          | marzo 1976         | 50      | [ 7 ]          |
| Il Tulipano Nero - La Stella della Senna | aprile 1975          | dicembre 1975      | 39      | [ 8 ]          |
| Kum Kum                                  | ottobre 1975         | marzo 1976         | 26      | [ 9 ]          |
| Combattler V                             | aprile 1976          | maggio 1977        | 54      | [ N 1 ] [ 10 ] |
| Born Free - Il risveglio dei dinosauri   | ottobre 1976         | marzo 1977         | 25      | [ 11 ]         |
| Robokko Beeton                           | ottobre 1976         | settembre 1977     | 50      | [ 12 ]         |

#### Dal 1977 al 1987 (Nippon Sunrise)

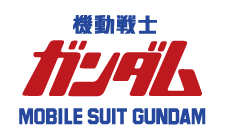
Logo della serie Mobile Suit Gundam.

Le opere realizzate tra il 1977 e il 1987 sono state prodotte sotto il nome di Nippon Sunrise. L'invincibile Zambot 3 rappresenta il primo lavoro originale dello studio. Durante questo periodo, Sunrise produrrà Mobile Suit Gundam, una serie che diventerà pioniera del genere mecha e non solo, aprendo le porte a un vasto universo narrativo, l'Universo Gundam, che continua ancora oggi a evolversi con nuovi capitoli e installazioni.
| Titolo                             | Inizio prima visione | Fine prima visione | Episodi | Note e fonti   |
| ---------------------------------- | -------------------- | ------------------ | ------- | -------------- |
| Vultus 5                           | giugno 1977          | marzo 1978         | 40      | [ 13 ]         |
| L'invincibile Zambot 3             | ottobre 1977         | marzo 1978         | 23      | [ 14 ] [ 1 ]   |
| Lilli un guaio tira l'altro        | marzo 1978           | gennaio 1979       | 45      | [ N 1 ] [ 15 ] |
| General Daimos                     | aprile 1978          | gennaio 1979       | 44      | [ N 1 ] [ 16 ] |
| L'imbattibile Daitarn 3            | giugno 1978          | marzo 1979         | 40      | [ 14 ]         |
| The Ultraman                       | aprile 1979          | marzo 1980         | 50      | [ 17 ]         |
| Mobile Suit Gundam                 | aprile 1979          | gennaio 1980       | 43      | [ 14 ] [ 1 ]   |
| Tansor 5 - Avventura nella scienza | luglio 1979          | marzo 1980         | 34      | [ 14 ]         |
| L'invincibile robot Trider G7      | febbraio 1980        | gennaio 1981       | 50      | [ 18 ]         |
| Densetsu kyojin Ideon              | maggio 1980          | gennaio 1981       | 39      | [ 18 ] [ 1 ]   |
| Saikyō Robo Daiōja                 | gennaio 1981         | gennaio 1982       | 50      | [ 18 ]         |
| Taiyō no Kiba Dagram               | ottobre 1981         | marzo 1983         | 75      | [ 18 ] [ 1 ]   |
| Sentō Mecha Xabungle               | febbraio 1982        | gennaio 1983       | 50      | [ 18 ]         |
| Seisenshi Dunbine                  | febbraio 1983        | gennaio 1984       | 49      | [ 18 ]         |
| Sōkō kihei Votoms                  | aprile 1983          | marzo 1984         | 52      | [ 18 ] [ 1 ]   |
| Ginga hyōryū Vifam                 | ottobre 1983         | settembre 1984     | 46      | [ 18 ]         |
| Jūsenki L-Gaim                     | febbraio 1984        | febbraio 1985      | 54      | [ 18 ]         |
| Giant Gorg                         | aprile 1984          | settembre 1984     | 26      | [ 18 ]         |
| Kikōkai Galient                    | ottobre 1984         | marzo 1985         | 25      | [ 18 ]         |
| Choriki Robo Galatt                | ottobre 1984         | aprile 1985        | 25      | [ 18 ]         |
| Mobile Suit Z Gundam               | marzo 1985           | febbraio 1986      | 50      | [ 18 ]         |
| Kate and Julie                     | luglio 1985          | dicembre 1985      | 26      | [ 18 ]         |
| Blue Comet SPT Layzner             | ottobre 1985         | giugno 1986        | 38      | [ 18 ]         |
| Gundam ZZ                          | marzo 1986           | gennaio 1987       | 47      | [ 18 ]         |
| Metal Armor Dragonar               | febbraio 1987        | gennaio 1988       | 48      | [ 18 ]         |
| City Hunter                        | aprile 1987          | marzo 1988         | 51      | [ 18 ]         |

#### Dal 1987 al 1999

Logo della serie Cowboy Bebop.

Lo studio cambia definitivamente il nome in Sunrise, e la prima opera sotto questo nome sarà Mister Ajikko. Durante questo periodo, Sunrise ha prodotto numerose opere di successo che hanno lasciato un'impronta indelebile nel mondo dell'animazione. Tra queste, spiccano titoli come Mobile Suit Gundam: Il contrattacco di Char, I cinque samurai, I cieli di Escaflowne e molti altri. Questi anni sono stati fondamentali per consolidare la reputazione di Sunrise come uno degli studi di animazione più influenti e innovativi del settore. 
| Titolo                     | Inizio prima visione | Fine prima visione | Episodi | Note e fonti |
| -------------------------- | -------------------- | ------------------ | ------- | ------------ |
| Mister Ajikko              | ottobre 1987         | settembre 1989     | 99      | [ 18 ]       |
| City Hunter 2              | aprile 1988          | luglio 1989        | 63      | [ 18 ]       |
| Mashin Hero Wataru         | aprile 1988          | marzo 1989         | 45      | [ 18 ] [ 1 ] |
| I cinque samurai           | aprile 1988          | marzo 1989         | 39      | [ 18 ] [ 1 ] |
| Jushin Liger               | marzo 1989           | gennaio 1990       | 43      | [ 18 ]       |
| Madō King Granzort         | aprile 1989          | marzo 1990         | 41      | [ 18 ]       |
| City Hunter 3              | ottobre 1989         | gennaio 1990       | 13      | [ 18 ]       |
| Patlabor                   | ottobre 1989         | settembre 1990     | 47      | [ 19 ]       |
| Yūsha Exkaiser             | febbraio 1990        | gennaio 1991       | 48      | [ 20 ] [ 1 ] |
| Mashin Hero Wataru 2       | marzo 1990           | gennaio 1991       | 46      | [ 20 ]       |
| Taiyō no Yūsha Fighbird    | febbraio 1991        | febbraio 1992      | 48      | [ 20 ]       |
| Future GPX Cyber Formula   | marzo 1991           | dicembre 1991      | 37      | [ 20 ] [ 1 ] |
| Zettai muteki Raijin-Oh    | aprile 1991          | marzo 1992         | 51      | [ 20 ]       |
| Kikō Keisatsu Metal Jack   | aprile 1991          | dicembre 1991      | 37      | [ 20 ]       |
| City Hunter '91            | aprile 1991          | ottobre 1991       | 13      | [ 20 ]       |
| Mama wa shōgaku 4 nensei   | gennaio 1992         | dicembre 1992      | 51      | [ 20 ]       |
| Densetsu no Yuusha da Garn | febbraio 1992        | gennaio 1993       | 46      | [ 20 ]       |
| Genki bakuhatsu Ganbaruger | aprile 1992          | febbraio 1993      | 47      | [ 20 ]       |
| Yūsha Tokkyū Might Gaine   | gennaio 1993         | gennaio 1994       | 47      | [ 20 ]       |
| Nekketsu saikyō Go-Saurer  | marzo 1993           | febbraio 1994      | 51      | [ 20 ]       |
| Kidō senshi Victory Gundam | aprile 1993          | marzo 1994         | 51      | [ 20 ]       |
| Shippū! Iron Leaguer       | aprile 1993          | marzo 1994         | 52      | [ 20 ]       |
| Yūsha Keisatsu J-Decker    | febbraio 1994        | gennaio 1995       | 48      | [ 20 ]       |
| Haō Taikei Ryū Knight      | aprile 1994          | marzo 1995         | 52      | [ 20 ]       |
| Kidō butoden G Gundam      | aprile 1994          | marzo 1995         | 49      | [ 20 ] [ 1 ] |
| Ōgon Yūsha Goldran         | febbraio 1995        | gennaio 1996       | 48      | [ 20 ]       |
| Jūsenshi Gulkeeva          | aprile 1995          | settembre 1995     | 26      | [ 20 ]       |
| Gundam Wing                | aprile 1995          | marzo 1996         | 49      | [ 20 ]       |
| Yūsha Shirei Dagwon        | febbraio 1996        | gennaio 1997       | 48      | [ 20 ]       |
| I cieli di Escaflowne      | aprile 1996          | settembre 1996     | 26      | [ 20 ] [ 1 ] |
| Kidō shin seiki Gundam X   | aprile 1996          | dicembre 1996      | 39      | [ 20 ]       |
| Gambarist! Shun            | luglio 1996          | marzo 1997         | 30      | [ 20 ]       |
| Chōja Raideen              | ottobre 1996         | giugno 1997        | 50      | [ 20 ]       |
| Yūsha Ō Gaogaigar          | febbraio 1997        | gennaio 1998       | 49      | [ 20 ]       |
| Chou Mashin Hero Wataru    | ottobre 1997         | settembre 1998     | 51      | [ 20 ]       |
| Outlaw Star                | gennaio 1998         | giugno 1998        | 26      | [ 20 ]       |
| Ginga hyōryū Vifam 13      | marzo 1998           | ottobre 1998       | 26      | [ 20 ]       |
| Cowboy Bebop               | aprile 1998          | aprile 1999        | 26      | [ 20 ] [ 1 ] |
| Brain Powerd               | aprile 1998          | novembre 1998      | 26      | [ 20 ]       |
| Sentimental Journey        | aprile 1998          | luglio 1998        | 12      | [ 20 ]       |
| DT Eightron                | aprile 1998          | novembre 1998      | 26      | [ 20 ]       |
| Gasaraki                   | ottobre 1998         | marzo 1999         | 25      | [ 20 ]       |
| Seikai no monshō           | gennaio 1999         | marzo 1999         | 13      | [ 20 ]       |
| Betterman                  | aprile 1999          | settembre 1999     | 26      | [ 20 ]       |
| Aesop World                | aprile 1999          | dicembre 1999      | 26      | [ 20 ]       |
| Angel Links                | aprile 1999          | giugno 1999        | 13      | [ 20 ]       |
| Turn A Gundam              | aprile 1999          | aprile 2000        | 50      | [ 20 ]       |
| Mugen no Ryvius            | ottobre 1999         | marzo 2000         | 26      | [ 20 ]       |
| Seraphim Call              | ottobre 1999         | dicembre 1999      | 12      | [ 20 ]       |
| The Big O                  | ottobre 1999         | gennaio 2000       | 13      | [ 20 ]       |

#### Dal 2000 al 2009

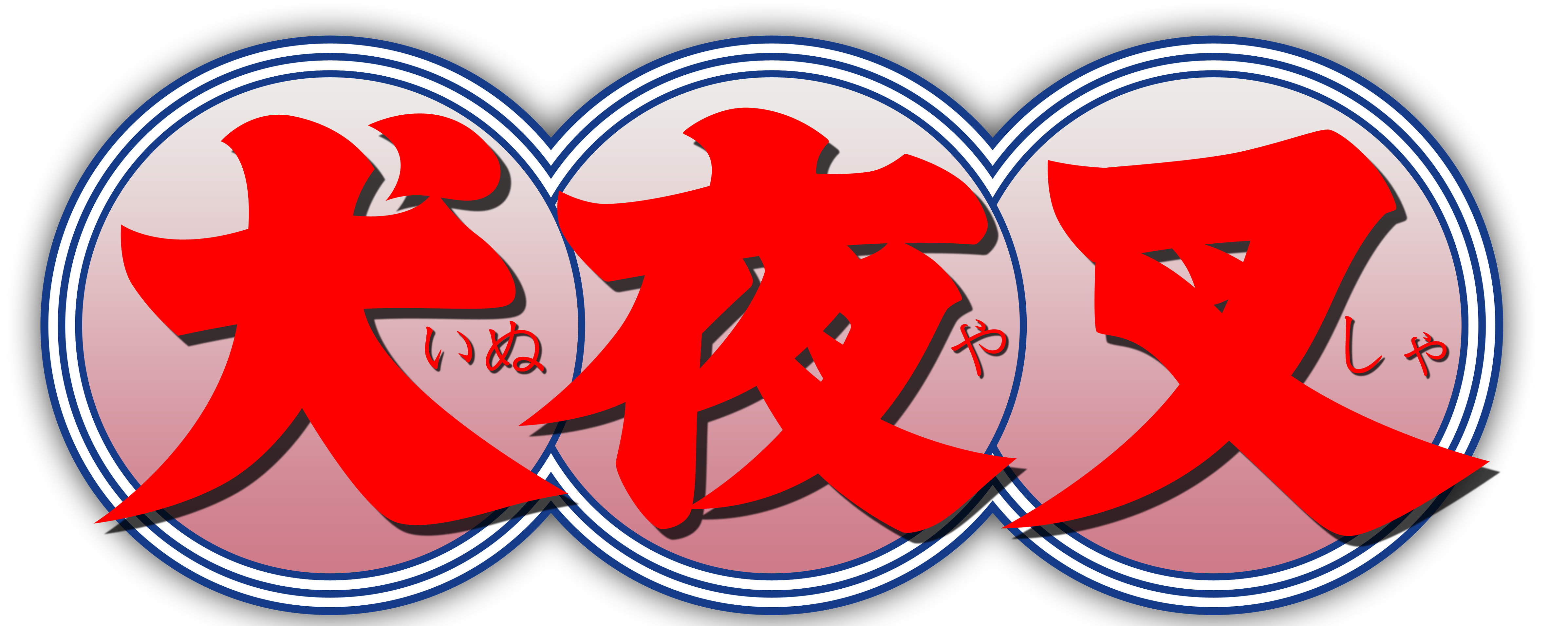
Logo della serie Inuyasha.

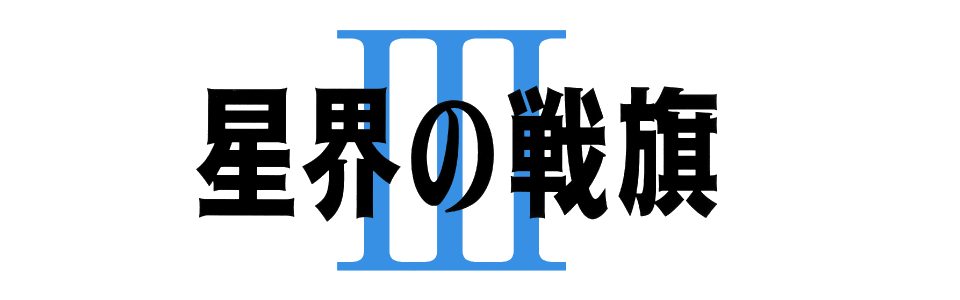
Logo dell'anime Seikai no senki III.

In questo decennio Sunrise ha continuato a produrre nuove serie, tra le opere iconiche di questo periodo spiccano Code Geass: Lelouch of the Rebellion e Gintama che hanno riscosso un enorme successo. Per l'universo Gundam, in questo sono decennio sono stati prodotti Mobile Suit Gundam SEED e Mobile Suit Gundam 00.
| Titolo                                           | Inizio prima visione | Fine prima visione | Episodi | Note e fonti   |
| ------------------------------------------------ | -------------------- | ------------------ | ------- | -------------- |
| Super Niyandar - Il gatto mascherato             | febbraio 2000        | settembre 2001     | 83      | [ 21 ]         |
| Seikai no senki                                  | aprile 2000          | luglio 2000        | 13      | [ 21 ]         |
| Brigadoon: Marin & Melan                         | luglio 2000          | febbraio 2001      | 26      | [ 21 ]         |
| DinoZaurs: The Series                            | luglio 2000          | novembre 2000      | 26      | [ 21 ]         |
| L'invincibile Dendoh                             | ottobre 2000         | giugno 2001        | 38      | [ 21 ]         |
| Argento Soma                                     | ottobre 2000         | marzo 2001         | 26      | [ 21 ]         |
| Inuyasha                                         | ottobre 2000         | settembre 2004     | 167     | [ 21 ]         |
| Z.O.E. Dolores, I                                | aprile 2001          | settembre 2001     | 26      | [ 21 ]         |
| s-CRY-ed                                         | luglio 2001          | dicembre 2001      | 26      | [ 21 ] [ 1 ]   |
| Seikai no senki II                               | luglio 2001          | settembre 2001     | 10      | [ 21 ]         |
| Gekitō! Crush Gear Turbo                         | ottobre 2001         | gennaio 2003       | 68      | [ 21 ]         |
| Witch Hunter Robin                               | luglio 2002          | dicembre 2002      | 26      | [ 21 ]         |
| Overman King Gainer                              | settembre 2002       | marzo 2003         | 26      | [ 21 ]         |
| Mobile Suit Gundam SEED                          | ottobre 2002         | settembre 2003     | 50      | [ 21 ] [ 1 ]   |
| The Big O II                                     | gennaio 2003         | marzo 2003         | 13      | [ 21 ]         |
| Machine Robo Rescue                              | gennaio 2003         | gennaio 2004       | 53      | [ 21 ]         |
| Crush Gear Nitro                                 | febbraio 2003        | gennaio 2004       | 50      | [ 21 ]         |
| Mugen Senki Portriss                             | aprile 2003          | marzo 2004         | 52      | [ N 2 ] [ 21 ] |
| Planetes                                         | ottobre 2003         | aprile 2004        | 26      | [ 21 ]         |
| Superior Defender Gundam Force                   | gennaio 2004         | dicembre 2004      | 52      | [ 21 ]         |
| Keroro                                           | aprile 2004          | aprile 2011        | 358     | [ 22 ]         |
| Mai-HiME                                         | settembre 2004       | marzo 2005         | 26      | [ 21 ] [ 1 ]   |
| Onmyō Taisenki                                   | settembre 2004       | settembre 2005     | 52      | [ 21 ]         |
| Mobile Suit Gundam SEED Destiny                  | ottobre 2004         | ottobre 2005       | 50      | [ 21 ]         |
| Yakitate!! Japan                                 | ottobre 2004         | marzo 2006         | 69      | [ 21 ]         |
| Le incredibili avventure di Zorori 2             | febbraio 2005        | gennaio 2007       | 97      | [ N 3 ] [ 23 ] |
| Yūsha Ō Gaogaigar Final Grand Glorious Gathering | aprile 2005          | giugno 2005        | 12      | [ 21 ]         |
| Cluster Edge                                     | ottobre 2005         | marzo 2006         | 25      | [ 21 ]         |
| My Otome                                         | ottobre 2005         | marzo 2006         | 26      | [ 21 ]         |
| Zegapain                                         | aprile 2006          | settembre 2006     | 26      | [ 21 ]         |
| Gintama                                          | aprile 2006          | marzo 2010         | 201     | [ 24 ]         |
| Code Geass: Lelouch of the Rebellion             | ottobre 2006         | luglio 2007        | 25      | [ 21 ] [ 1 ]   |
| Bakumatsu kikansetsu irohanihoheto               | ottobre 2006         | aprile 2007        | 26      | [ 21 ]         |
| Kekkaishi                                        | ottobre 2006         | febbraio 2008      | 52      | [ 21 ]         |
| Dinosaur King                                    | febbraio 2007        | gennaio 2008       | 49      | [ 25 ]         |
| Idolmaster: XENOGLOSSIA                          | aprile 2007          | settembre 2007     | 26      | [ 21 ]         |
| Mobile Suit Gundam 00                            | ottobre 2007         | marzo 2008         | 25      | [ 21 ]         |
| Kodai Ouja Kyouryuu King: Yokuryuu Densetsu      | febbraio 2008        | agosto 2008        | 30      | [ 26 ]         |
| Code Geass: Lelouch of the Rebellion R2          | aprile 2008          | settembre 2008     | 25      | [ 21 ]         |
| Battle Spirits - Shōnen Toppa Bashin             | settembre 2008       | settembre 2009     | 50      | [ 27 ]         |
| Tales of the Abyss                               | ottobre 2008         | marzo 2009         | 26      | [ 28 ]         |
| Mobile Suit Gundam 00 (second season)            | ottobre 2008         | marzo 2009         | 25      | [ 21 ]         |
| Sora wo Kakeru Shōjo                             | gennaio 2009         | giugno 2009        | 26      | [ 21 ]         |
| Kurokami                                         | gennaio 2009         | giugno 2009        | 23      | [ 21 ]         |
| Battle Spirits - Dan il Guerriero Rosso          | settembre 2009       | settembre 2010     | 50      | [ 29 ]         |
| Inuyasha: The Final Act                          | ottobre 2009         | marzo 2010         | 26      | [ 21 ]         |
| Hipira-kun                                       | dicembre 2009        | dicembre 2009      | 10      | [ 21 ]         |

#### Dal 2010 al 2019

Logo della serie Love Live! School Idol Project.

Logo dell'anime Mobile Suit Gundam Unicorn.

Tra le opere più significative di questo decennio spiccano Love Live!, che ha ridefinito il genere idol anime, e Tiger & Bunny, che ha introdotto un approccio innovativo al genere supereroistico. Per l'universo Gundam, alcune nuove produzioni sono Mobile Suit Gundam Unicorn, Mobile Suit Gundam: Iron-Blooded Orphans e molti altri.
| Titolo                                                   | Inizio prima visione | Fine prima visione | Episodi | Note e fonti   |
| -------------------------------------------------------- | -------------------- | ------------------ | ------- | -------------- |
| SD Gundam Sangokuden Brave Battle Warriors               | aprile 2010          | marzo 2011         | 52      | [ 30 ]         |
| Battle Spirits - Brave                                   | settembre 2010       | settembre 2011     | 50      | [ 31 ]         |
| Tiger & Bunny                                            | aprile 2011          | settembre 2011     | 25      | [ 32 ]         |
| Gintama'                                                 | aprile 2011          | marzo 2012         | 51      | [ 33 ]         |
| Sacred Seven                                             | luglio 2011          | settembre 2011     | 12      | [ 30 ]         |
| Battle Spirits - Heroes                                  | settembre 2011       | settembre 2012     | 50      | [ 34 ]         |
| Kyōkaisen-jō no Horizon                                  | ottobre 2011         | dicembre 2011      | 13      | [ 30 ]         |
| Phi Brain: Kami no Puzzle                                | ottobre 2011         | aprile 2012        | 25      | [ 35 ]         |
| Mobile Suit Gundam AGE                                   | ottobre 2011         | settembre 2012     | 49      | [ 30 ]         |
| Danshi kōkōsei no nichijō                                | gennaio 2012         | marzo 2012         | 12      | [ 30 ]         |
| Natsuiro kiseki                                          | aprile 2012          | giugno 2012        | 12      | [ 30 ]         |
| Accel World                                              | aprile 2012          | settembre 2012     | 24      | [ 30 ]         |
| Phi Brain: Kami no Puzzle - Orpheus Order-hen            | aprile 2012          | settembre 2012     | 25      | [ 36 ]         |
| Binbogami!                                               | luglio 2012          | settembre 2012     | 13      | [ 30 ]         |
| Kyōkaisen-jō no Horizon II                               | luglio 2012          | settembre 2012     | 13      | [ 30 ]         |
| Battle Spirits - Sword Eyes                              | settembre 2012       | settembre 2013     | 50      | [ 37 ]         |
| Gintama': Enchousen                                      | ottobre 2012         | marzo 2013         | 13      | [ 38 ]         |
| Aikatsu!                                                 | ottobre 2012         | marzo 2015         | 126     | [ N 4 ] [ 39 ] |
| Love Live! School Idol Project                           | gennaio 2013         | marzo 2013         | 13      | [ 30 ] [ 1 ]   |
| Kakumeiki Valvrave                                       | aprile 2013          | dicembre 2013      | 24      | [ N 5 ] [ 30 ] |
| Battle Spirits Saikyō Ginga Ultimate Zero                | settembre 2013       | settembre 2014     | 49      | [ 40 ]         |
| Phi Brain: Kami no Puzzle - Shukuteki! Rätsel-hen        | ottobre 2013         | marzo 2014         | 25      | [ 41 ]         |
| Gundam Build Fighters                                    | ottobre 2013         | marzo 2014         | 25      | [ 30 ]         |
| Buddy Complex                                            | gennaio 2014         | marzo 2014         | 13      | [ 30 ]         |
| Keroro 2                                                 | marzo 2014           | settembre 2014     | 23      | [ 42 ]         |
| Love Live! School Idol Project 2nd season                | aprile 2014          | giugno 2014        | 13      | [ 43 ]         |
| Kidou Senshi Gundam-san                                  | luglio 2014          | settembre 2014     | 13      | [ 30 ]         |
| Tribe Cool Crew                                          | settembre 2014       | marzo 2015         | 24      | [ N 6 ] [ 44 ] |
| Gundam Reconguista in G                                  | ottobre 2014         | marzo 2015         | 26      | [ 30 ]         |
| Cross Ange                                               | ottobre 2014         | marzo 2015         | 25      | [ 30 ]         |
| Gundam Build Fighters Try                                | ottobre 2014         | aprile 2015        | 25      | [ 30 ]         |
| Mobile Suit Gundam: Iron-Blooded Orphans                 | ottobre 2015         | marzo 2016         | 25      | [ 30 ]         |
| Mobile Suit Gundam Unicorn RE:0096                       | aprile 2016          | settembre 2016     | 22      | [ 30 ]         |
| Love Live! Sunshine!!                                    | luglio 2016          | settembre 2016     | 13      | [ 30 ]         |
| Magic-kyun! Renaissance                                  | ottobre 2016         | dicembre 2016      | 13      | [ 30 ]         |
| Mobile Suit Gundam: Iron-Blooded Orphans (second season) | ottobre 2016         | marzo 2017         | 25      | [ 30 ]         |
| ClassicaLoid                                             | ottobre 2016         | aprile 2017        | 25      | [ 45 ]         |
| Love Live! Sunshine!! (second season)                    | ottobre 2017         | dicembre 2017      | 13      | [ 30 ]         |
| Gundam Build Divers                                      | aprile 2018          | settembre 2018     | 25      | [ 30 ]         |
| Double Decker! Doug & Kirill                             | ottobre 2018         | dicembre 2018      | 13      | [ 30 ]         |
| Mobile Suit Gundam: The Origin - Advent of the Red Comet | aprile 2019          | agosto 2019        | 13      | [ 30 ]         |

#### Dal 2020 in poi

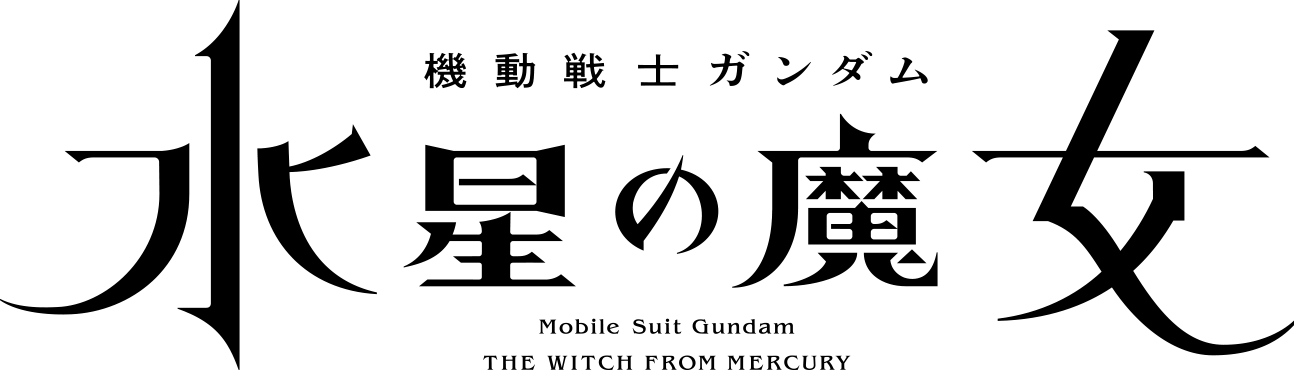
Logo della serie Mobile Suit Gundam: The Witch from Mercury.

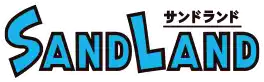
Logo del film Sand Land.

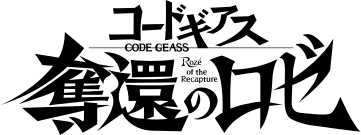
Logo dell'anime Code Geass: Dakkan no Rozé.

Tra le serie di maggiore impatto di questo periodo figurano Mobile Suit Gundam: The Witch from Mercury e Love Live! Superstar!!, che hanno consolidato il successo di franchise già affermati. Nel 2022, Sunrise Inc. ha cambiato nome in Bandai Namco Filmworks, segnando la fine dello studio di animazione con il nome originale, tuttavia, il marchio "Sunrise" continua ad essere utilizzato per le produzioni animate vista la sua forte riconoscibilità.
| Titolo                                                      | Inizio prima visione | Fine prima visione | Episodi | Note e fonti |
| ----------------------------------------------------------- | -------------------- | ------------------ | ------- | ------------ |
| Nami yo Kiitekure                                           | aprile 2020          | giugno 2020        | 12      | [ 46 ]       |
| Yashahime: Princess Half-Demon                              | ottobre 2020         | marzo 2021         | 24      | [ 46 ]       |
| Love Live! Nijigasaki High School Idol Club                 | ottobre 2020         | dicembre 2020      | 13      | [ 46 ]       |
| Scarlet Nexus                                               | luglio 2021          | dicembre 2021      | 26      | [ 46 ]       |
| Love Live! Superstar!!                                      | luglio 2021          | ottobre 2021       | 12      | [ 46 ]       |
| Yashahime: Princess Half-Demon: The Second Act              | ottobre 2021         | marzo 2022         | 24      | [ 46 ]       |
| Love Live! Nijigasaki High School Idol Club (second season) | aprile 2022          | giugno 2022        | 13      | [ 46 ]       |
| Love Live! Superstar!! (second season)                      | luglio 2022          | ottobre 2022       | 12      | [ 46 ]       |
| Mobile Suit Gundam: The Witch from Mercury                  | ottobre 2022         | gennaio 2023       | 12      | [ 46 ]       |
| Nijiyon Animation                                           | gennaio 2023         | marzo 2023         | 12      | [ 47 ]       |
| Mobile Suit Gundam: The Witch from Mercury (second season)  | aprile 2023          | luglio 2023        | 12      | [ 48 ]       |
| Yohane the Parhelion: Sunshine in the Mirror                | luglio 2023          | settembre 2023     | 13      | [ 46 ]       |
| Nijiyon Animation 2                                         | aprile 2024          | giugno 2024        | 12      | [ 47 ]       |
| Love Live! Superstar!! (third season)                       | ottobre 2024         | dicembre 2024      | 12      | [ 49 ]       |
| Maebashi Witches                                            | aprile 2025          | giugno 2025        | 12      | [ 50 ]       |
| MAO                                                         | 2026                 | -                  | -       | [ 51 ]       |

### Film

#### Dal 1981 al 1999

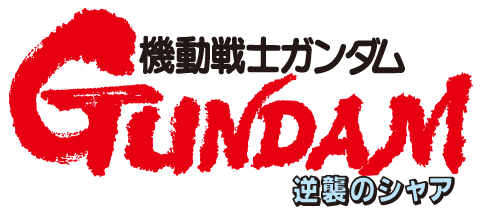
Logo del film Mobile Suit Gundam: Il contrattacco di Char.

| Titolo                                                | Data di pubblicazione | Note e fonti |
| ----------------------------------------------------- | --------------------- | ------------ |
| Mobile Suit Gundam I                                  | marzo 1981            | [ 18 ]       |
| Mobile Suit Gundam II: Ai-Senshi hen                  | luglio 1981           | [ 18 ]       |
| Mobile Suit Gundam III: Meguriai sora hen             | marzo 1982            | [ 18 ]       |
| Densetsu kyojin Ideon - sesshoku hen                  | luglio 1982           | [ 18 ]       |
| Densetsu kyojin Ideon - hatsudō hen                   | luglio 1982           | [ 18 ]       |
| Crusher Joe                                           | marzo 1983            | [ 18 ]       |
| Xabungle Graffiti                                     | luglio 1983           | [ 18 ]       |
| Document Taiyō no Kiba Dagram                         | luglio 1983           | [ 18 ]       |
| Choro Q Dagram                                        | luglio 1983           | [ 18 ]       |
| Arion                                                 | marzo 1986            | [ 18 ]       |
| Bats & Terry                                          | marzo 1987            | [ 18 ]       |
| Dirty Pair: The Movie                                 | marzo 1987            | [ 18 ]       |
| Mobile Suit Gundam: Il contrattacco di Char           | marzo 1988            | [ 18 ]       |
| Five Star Stories                                     | marzo 1989            | [ 52 ]       |
| City Hunter Special: Amore, destino e una 357 Magnum  | giugno 1989           | [ 18 ]       |
| Mobile Suit SD Gundam no Gyakushuu                    | luglio 1989           | [ 18 ]       |
| Gunhed                                                | luglio 1989           | [ 18 ]       |
| Mobile Suit Gundam F91                                | marzo 1991            | [ 20 ]       |
| Mobile Suit Gundam 0083: L'ultima scintilla di Zeon   | agosto 1992           | [ 20 ]       |
| Mobile Suit SD Gundam Festival                        | marzo 1993            | [ 20 ]       |
| Mobile Suit Gundam Wing: Endless Waltz                | agosto 1998           | [ 20 ]       |
| Mobile Suit Gundam: L'Ottavo Plotone: Miller's report | agosto 1998           | [ 20 ]       |
| Megumi no Daigo: Kajiba no Baka Yarou                 | luglio 1999           | [ 20 ]       |

#### Dal 2000 al 2019

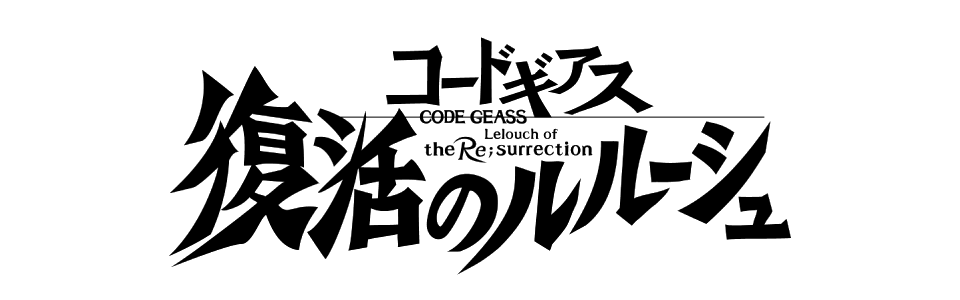
Logo del film Code Geass: Fukkatsu no Lelouch.

| Titolo                                                                             | Data di pubblicazione | Note e fonti    |
| ---------------------------------------------------------------------------------- | --------------------- | --------------- |
| Escaflowne - The Movie                                                             | giugno 2000           | [ N 7 ] [ 21 ]  |
| Cowboy Bebop - Il film                                                             | settembre 2001        | [ 21 ]          |
| Inuyasha the Movie - Un sentimento che trascende il tempo                          | dicembre 2001         | [ 21 ]          |
| Turn A Gundam I: Chikyuukou                                                        | febbraio 2002         | [ 21 ]          |
| Turn A Gundam II: Gekkou Chou                                                      | febbraio 2002         | [ 21 ]          |
| Gekitō! Crush Gear Turbo: Kaizabaan no Chousen                                     | luglio 2002           | [ 21 ]          |
| Inuyasha the Movie - Il castello al di là dello specchio                           | dicembre 2002         | [ 21 ]          |
| Inuyasha the Movie - La spada del dominatore del mondo                             | dicembre 2003         | [ 21 ]          |
| Steamboy                                                                           | luglio 2004           | [ 21 ]          |
| Inuyasha the Movie - L'isola del fuoco scarlatto                                   | dicembre 2004         | [ 21 ]          |
| Kidō Senshi Z Gundam - Hoshi wo tsugu mono                                         | maggio 2005           | [ 21 ]          |
| Kidō Senshi Z Gundam II - Koibitotachi                                             | ottobre 2005          | [ 21 ]          |
| Kidō Senshi Z Gundam III - Hoshi no kodō wa ai                                     | marzo 2006            | [ 21 ]          |
| Majime ni Fumajime Kaiketsu Zorori: Nazo no Otakara Daisakusen                     | marzo 2006            | [ N 3 ] [ 53 ]  |
| Chō gekijōban Keroro gunsō                                                         | marzo 2006            | [ 54 ]          |
| Chō gekijōban Keroro gunsō 2: Shinkai no princess de arimasu!                      | marzo 2007            | [ 55 ]          |
| Chibi Kero: Kero Ball no himitsu!?                                                 | marzo 2007            | [ N 8 ] [ 56 ]  |
| Chō gekijōban Keroro gunsō 3: Keroro tai Keroro - Tenkū dai kessen de arimasu!     | marzo 2008            | [ 57 ]          |
| Sōkō kihei Votoms: Pailsen Files Movie                                             | gennaio 2009          | [ 21 ]          |
| Chō gekijōban Keroro gunsō: Gekishin Dragon Warriors de arimasu!                   | marzo 2009            | [ 58 ]          |
| Chō gekijō-ban Keroro gunsō tanjō! Kyūkyoku Keroro kiseki no jikūjima de arimasu!! | febbraio 2010         | [ 59 ]          |
| SD Gundam Sangokuden Brave Battle Warriors                                         | febbraio 2010         | [ 30 ]          |
| Gintama the Movie: A New Translation - Capitolo di Benizakura                      | aprile 2010           | [ 60 ]          |
| King of Thorn                                                                      | maggio 2010           | [ 30 ]          |
| Colorful                                                                           | agosto 2010           | [ N 9 ] [ 30 ]  |
| Kidou Senshi Gundam 00 Movie: A Wakening of the Trailblazer                        | settembre 2010        | [ 30 ]          |
| s.CRY.ed Alteration I: Tao                                                         | novembre 2011         | [ 61 ] [ 30 ]   |
| Sacred Seven: Shirogane no Tsubasa                                                 | gennaio 2012          | [ 62 ] [ 30 ]   |
| s.CRY.ed Alteration II: Quan                                                       | marzo 2012            | [ 61 ] [ 30 ]   |
| Code Geass: Akito the Exiled - Il Wyvern si è posato                               | agosto 2012           | [ 63 ] [ 30 ]   |
| Gintama: Yorinuki Gintama-san on Theater 2D                                        | agosto 2012           | [ N 10 ] [ 64 ] |
| Tiger & Bunny: The Beginning                                                       | settembre 2012        | [ 65 ]          |
| Nerawareta gakuen                                                                  | novembre 2012         | [ 30 ]          |
| Kaiketsu Zorori Da-Da-Da-Daibouken!                                                | dicembre 2012         | [ N 3 ] [ 66 ]  |
| Gintama the Movie: Capitolo finale - Tuttofare per sempre                          | luglio 2013           | [ 67 ]          |
| Short Peace                                                                        | luglio 2013           | [ 30 ]          |
| Code Geass: Akito the Exiled - Il Wyvern lacerato                                  | settembre 2013        | [ 63 ]          |
| Kaiketsu Zorori: Mamoru ze! Kyouryuu no Tamago                                     | dicembre 2013         | [ N 3 ] [ 68 ]  |
| Tiger & Bunny Movie 2: The Rising                                                  | febbraio 2014         | [ 69 ]          |
| Aikatsu! Movie                                                                     | dicembre 2014         | [ 70 ]          |
| Code Geass: Akito the Exiled - Ciò che riluce, dal cielo ricade                    | maggio 2015           | [ 63 ]          |
| Love Live! The School Idol Movie                                                   | giugno 2015           | [ 30 ]          |
| Code Geass: Akito the Exiled - Dai Ricordi dell'odio                               | luglio 2015           | [ 63 ]          |
| Code Geass: Akito the Exiled - Alle persone più care                               | febbraio 2016         | [ 63 ]          |
| Mobile Suit Gundam Thunderbolt: December Sky                                       | giugno 2016           | [ 30 ]          |
| Accel World: Infinite Burst                                                        | luglio 2016           | [ 30 ]          |
| Zegapain ADP                                                                       | ottobre 2016          | [ 30 ]          |
| Code Geass: Hangyaku no Lelouch I - Koudou                                         | ottobre 2017          | [ 30 ]          |
| Mobile Suit Gundam: Twilight Axis - Akaki Zanei                                    | novembre 2017         | [ 30 ]          |
| Mobile Suit Gundam Thunderbolt: Bandit Flower                                      | novembre 2017         | [ 30 ]          |
| Code Geass: Hangyaku no Lelouch II - Handou                                        | febbraio 2018         | [ 30 ]          |
| Code Geass: Hangyaku no Lelouch III - Oudou                                        | maggio 2018           | [ 30 ]          |
| Mobile Suit Gundam Narrative                                                       | novembre 2018         | [ 30 ]          |
| Love Live! Sunshine!! The School Idol Movie Over the Rainbow                       | gennaio 2019          | [ 30 ]          |
| City Hunter: Private Eyes                                                          | febbraio 2019         | [ 30 ]          |
| Code Geass: Fukkatsu no Lelouch                                                    | febbraio 2019         | [ 30 ]          |
| Gundam: G no Reconguista Movie I - Ike! Core Fighter                               | novembre 2019         | [ 30 ]          |

#### Dal 2020 in poi
| Titolo                                                                    | Data di pubblicazione | Note e fonti    |
| ------------------------------------------------------------------------- | --------------------- | --------------- |
| Gundam: G no Reconguista Movie II - Bellri Gekishin                       | febbraio 2020         | [ 46 ]          |
| Mobile Suit Gundam: Hathaway's flash                                      | giugno 2021           | [ 71 ]          |
| Gundam: G no Reconguista Movie III - Uchuu kara no Isan                   | luglio 2021           | [ 46 ]          |
| Mashin Hero Wataru: Shichikon no Ryuujinmaru - Saikai                     | gennaio 2022          | [ 46 ]          |
| Mobile Suit Gundam: Cucuruz Doan no Shima                                 | giugno 2022           | [ 46 ]          |
| Gundam: G no Reconguista Movie IV - Gekitou ni Sakebu Ai                  | luglio 2022           | [ 46 ]          |
| Gundam: G no Reconguista Movie V - Shisen wo Koete                        | agosto 2022           | [ 46 ]          |
| Sand Land                                                                 | agosto 2023           | [ N 11 ] [ 72 ] |
| City Hunter The Movie: Angel Dust                                         | settembre 2023        | [ N 12 ] [ 73 ] |
| Mobile Suit Gundam SEED Freedom                                           | gennaio 2024          | [ 74 ]          |
| Zegapain: STA                                                             | agosto 2024           | [ 75 ]          |
| Love Live! Nijigasaki High School Idol Club: Kanketsu-hen                 | settembre 2024        | [ 76 ]          |
| Mobile Suit Gundam: The Origin (movie edition) - Daiisshō: Char and Sayla | settembre 2024        | [ 77 ]          |
| Mobile Suit Gundam: The Origin (movie edition) - Dainishō: kaisen-hen     | settembre 2024        | [ 77 ]          |
| Mobile Suit Gundam: The Origin (movie edition) - Daisanshō: Loum          | ottobre 2024          | [ 77 ]          |
| Yohane the Parhelion: Sunshine in the Mirror Movie                        | novembre 2024         | [ 78 ]          |
| Love Live! Nijigasaki High School Idol Club: Kanketsu-hen (part 2)        | 2025                  | [ 79 ]          |

### OAV ed ONA

#### Dal 1982 al 1989

Logo dell'OAV Gundam 0080: La guerra in tasca.

| Titolo                                                         | Anno di produzione | Episodi | Note e fonti    |
| -------------------------------------------------------------- | ------------------ | ------- | --------------- |
| Shiroi Kiba White Fang Monogatari                              | 1982               | 1       | [ 18 ]          |
| Ginga hyōryū Vifam: kachua kara no tayori                      | 1984               | 1       | [ 18 ]          |
| Ginga hyōryū Vifam: atsumatta 13-nin                           | 1984               | 1       | [ 18 ]          |
| Ginga hyōryū Vifam: kieta 12-nin                               | 1985               | 1       | [ 18 ]          |
| Sōkō kihei Votoms Vol.I: Stories of the "A.T.Votoms"           | 1985               | 1       | [ 18 ]          |
| Sōkō kihei Votoms Vol.II: Highlights from the "A.T.Votoms"     | 1985               | 1       | [ 18 ]          |
| Sōkō kihei Votoms: The Last Red Shoulder                       | 1985               | 1       | [ 18 ]          |
| Ginga hyōryū Vifam: "kate no kioku" namida no dakkai Sakusen!! | 1985               | 1       | [ 18 ]          |
| Dirty Pair: Affair on Nolandia                                 | 1985               | 1       | [ 18 ]          |
| Kikōkai Galient Part I - daichi no shō                         | 1986               | 1       | [ 18 ]          |
| Sōkō kihei Votoms (OAV)                                        | 1986-1988          | 4       | [ N 13 ] [ 18 ] |
| Kikōkai Galient Part II - Tenkū no shō                         | 1986               | 1       | [ 18 ]          |
| Sōkō kihei Votoms: Big Battle                                  | 1986               | 1       | [ 18 ]          |
| Kikōkai Galient Part III - Tetsu no monshō                     | 1986               | 1       | [ 18 ]          |
| Blue Comet SPT Layzner (OAV)                                   | 1986               | 3       | [ N 14 ] [ 18 ] |
| Jūsenki L-Gaim: Pentagona Window + Lady Gablae                 | 1986               | 1       | [ 18 ]          |
| Dirty Pair: From Lovely Angels with Love                       | 1987               | 1       | [ 18 ]          |
| Jūsenki L-Gaim: Farewell My Lovely + Pentagona Dolls           | 1987               | 1       | [ 18 ]          |
| Dougram vs. Round-Facer                                        | 1987               | 1       | [ 80 ]          |
| Jūsenki L-Gaim: Fullmetal Soldier                              | 1987               | 1       | [ 18 ]          |
| Dead Heat                                                      | 1987               | 1       | [ 18 ]          |
| Dirty Pair (OAV)                                               | 1987-1988          | 10      | [ 18 ]          |
| Seisenshi Danbain OVA                                          | 1988               | 3       | [ 18 ]          |
| Mobile Suit SD Gundam                                          | 1988-1990          | 5       | [ 18 ]          |
| Sōkō kihei Votoms: Red Shoulder Document - Yabou no Roots      | 1988               | 1       | [ 18 ]          |
| Armor Hunter Mellowlink                                        | 1988-1989          | 12      | [ 18 ]          |
| Uchū no Senshi                                                 | 1988               | 6       | [ 81 ]          |
| Crusher Joe (OAV)                                              | 1989               | 2       | [ 18 ]          |
| Gundam 0080: La guerra in tasca                                | 1989               | 6       | [ 18 ]          |
| I cinque samurai: Incubo a New York                            | 1989               | 2       | [ 18 ]          |
| Genuine Mashin Hero Wataru                                     | 1989               | 2       | [ 18 ]          |
| I cinque samurai: La leggenda dell'Imperatore Splendente       | 1989-1990          | 2       | [ 18 ]          |

#### Dal 1990 al 1999

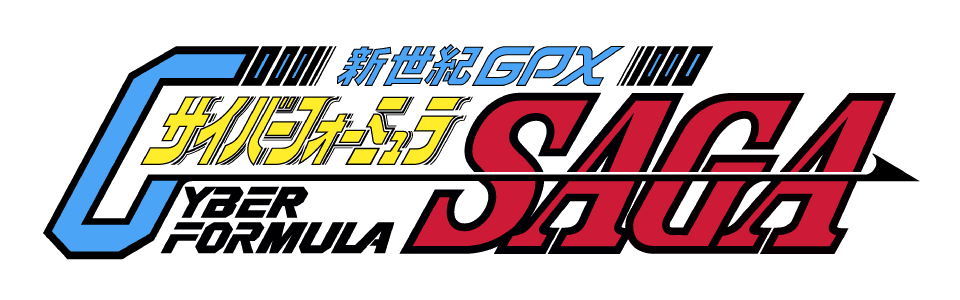
Logo dell'anime Future GPX Cyber Formula Saga.

| Titolo                                                     | Anno di produzione | Episodi | Note e fonti |
| ---------------------------------------------------------- | ------------------ | ------- | ------------ |
| Dirty Pair: Flight 005 Conspiracy                          | 1990               | 1       | [ 20 ]       |
| Genuine Mashin Hero Wataru: Soukaizan Eiyuu Densetsu       | 1990               | 1       | [ 20 ]       |
| SD Gundam Gaiden                                           | 1990-1991          | 4       | [ 20 ]       |
| Obatarian                                                  | 1990               | 1       | [ 20 ]       |
| Madō King Granzort: Saigo no Magical Taisen                | 1990               | 2       | [ 20 ]       |
| Madō King Granzort: Nonstop Rabi                           | 1990               | 1       | [ 82 ]       |
| City Hunter Special: Un complotto da un milione di dollari | 1990               | 1       | [ 20 ]       |
| City Hunter Special: Guerra al Bay City Hotel              | 1990               | 1       | [ 20 ]       |
| Patlabor New OVA                                           | 1990-1992          | 16      | [ 83 ]       |
| Musha Knight Commando: SD Gundam Scramble                  | 1991               | 2       | [ 20 ]       |
| I cinque samurai: Message                                  | 1991               | 5       | [ 20 ]       |
| Mobile Suit Gundam 0083: Stardust Memory                   | 1991-1992          | 13      | [ 20 ]       |
| Soukou Kyojin Z-Knight                                     | 1991               | 1       | [ 84 ]       |
| Madō King Granzort: Bouken-hen                             | 1992               | 3       | [ 20 ]       |
| Zettai muteki Raijin-Oh (OAV)                              | 1992-1993          | 4       | [ 20 ]       |
| Future GPX Cyber Formula Graffiti                          | 1992               | 1       | [ 20 ]       |
| Future GPX Cyber Formula 11                                | 1992-1993          | 6       | [ 20 ]       |
| Genki Bakuhatsu Ganbaruger: Hyakka                         | 1992               | 1       | [ 20 ]       |
| Genuine Mashin Hero Wataru: Owarinaki Toki no Monogatari   | 1993-1994          | 3       | [ 20 ]       |
| Shinizokonai kakarichō                                     | 1994               | 2       | [ 20 ]       |
| Dirty Pair Flash                                           | 1994               | 6       | [ 20 ]       |
| Sōkō kihei Votoms: Kakuyaku taru Itan                      | 1994               | 5       | [ 20 ]       |
| Future GPX Cyber Formula Zero                              | 1994-1995          | 8       | [ 20 ]       |
| Haō Taikei Ryū Knight: Adeu's Legend                       | 1994-1995          | 13      | [ 20 ]       |
| Shippū! Iron Leaguer Ginhikari no Hata no Shita ni         | 1994-1995          | 5       | [ 20 ]       |
| Yamiyo no Jidaigeki                                        | 1995               | 2       | [ 20 ]       |
| Dirty Pair Flash 2                                         | 1995               | 5       | [ 20 ]       |
| Yamiyo no Jidaigeki (part 2)                               | 1995               | 2       | [ 20 ]       |
| Haō Taikei Ryū Knight: Adeu's Legend II                    | 1995-1996          | 3       | [ 20 ]       |
| Dirty Pair Flash 3                                         | 1995-1996          | 5       | [ 20 ]       |
| City Hunter Special: Servizi segreti                       | 1996               | 1       | [ 20 ]       |
| Mobile Suit Gundam: L'Ottavo Plotone                       | 1996-1999          | 12      | [ 20 ]       |
| Chinmoku no Kantai                                         | 1996-1998          | 3       | [ 20 ]       |
| Future GPX Cyber Formula: Early Days Renewal               | 1996               | 2       | [ 20 ]       |
| Gundam Wing: Operation Meteor                              | 1996               | 4       | [ 20 ]       |
| Haō Taikei Ryū Knight: Adeu's Legend Final                 | 1996               | 1       | [ 20 ]       |
| Future GPX Cyber Formula Saga                              | 1996-1997          | 8       | [ 20 ]       |
| Gundam Wing: Endless Waltz                                 | 1997               | 3       | [ 20 ]       |
| City Hunter Special: La rosa nera                          | 1997               | 1       | [ 20 ]       |
| Yūsha Shirei Dagwon: Suishou no Hitomi no Shounen          | 1997               | 2       | [ 20 ]       |
| Dinozone                                                   | 1998-2000          | 5       | [ 20 ]       |
| Future GPX Cyber Formula Sin                               | 1998-2000          | 5       | [ 20 ]       |
| Shishunki Bishōjo Gattai Robo Z-MIND                       | 1999               | 6       | [ 20 ]       |
| City Hunter Special: Arrestate Ryo Saeba!                  | 1999               | 1       | [ 20 ]       |

#### Dal 2000 al 2009
| Titolo                                                                            | Anno di produzione | Episodi | Note e fonti    |
| --------------------------------------------------------------------------------- | ------------------ | ------- | --------------- |
| Yūsha Ō Gaogaigar Final                                                           | 2000-2003          | 8       | [ 21 ]          |
| Seikai no danshō: Tanjō                                                           | 2000               | 1       | [ 21 ]          |
| Seikai no monshō (special)                                                        | 2000               | 1       | [ 21 ]          |
| G-Saviour                                                                         | 2000               | 1       | [ 21 ]          |
| Z.O.E 2167 IDOLO                                                                  | 2001               | 1       | [ 21 ]          |
| Seikai no senki (special)                                                         | 2001               | 1       | [ 21 ]          |
| Gundam Evolve                                                                     | 2001-2007          | 15      | [ 21 ]          |
| Kanzen shōri Daiteiō                                                              | 2001               | 1       | [ 21 ]          |
| Kagerouka-kun                                                                     | 2003               | 1       | [ 21 ]          |
| Machine Robo Mugenbine                                                            | 2004-2006          | 4       | [ 21 ]          |
| Mobile Suit Gundam SEED MSV: Astray                                               | 2004               | 2       | [ 85 ]          |
| Mobile Suit Gundam SEED: Hoshi no Hazama de                                       | 2004               | 1       | [ 86 ]          |
| Mobile Suit Gundam SEED: Special Edition                                          | 2004               | 3       | [ 86 ]          |
| Mobile Suit Gundam MS IGLOO: Ichinen Sensō hiwa                                   | 2004               | 3       | [ 21 ]          |
| Seikai no senki III                                                               | 2005               | 2       | [ 21 ]          |
| Hotori: Tada Saiwai wo Koinegau                                                   | 2005               | 1       | [ 21 ]          |
| Wings of Rean                                                                     | 2005-2006          | 6       | [ 21 ]          |
| Gintama: Nanigoto mo Saisho ga Kanjin nanode Tashou Senobisuru Kurai ga Choudoyoi | 2005               | 1       | [ 87 ]          |
| Kidou Senshi Gundam SEED Destiny Final Plus: Erabareta Mirai                      | 2005               | 1       | [ 88 ]          |
| Mobile Suit Gundam MS IGLOO: Mokushiroku 0079                                     | 2006               | 3       | [ 21 ]          |
| Kidou Senshi Gundam SEED Destiny Special Edition                                  | 2006               | 4       | [ 86 ]          |
| Mobile Suit Gundam SEED C.E. 73: Stargazer                                        | 2006               | 3       | [ 21 ]          |
| OWLIN’                                                                            | 2006               | 1       | [ 21 ]          |
| My Otome Zwei                                                                     | 2006-2007          | 4       | [ 21 ]          |
| Freedom                                                                           | 2006-2008          | 7       | [ 21 ]          |
| Shin SOS Dai Tokyo Tankentai                                                      | 2007               | 1       | [ 21 ]          |
| Sōkō kihei Votoms: Pailsen Files                                                  | 2007-2008          | 12      | [ N 12 ] [ 21 ] |
| My Otome 0: S.ifr                                                                 | 2008               | 3       | [ 21 ]          |
| Kidou Senshi Gundam SEED: SEED Supernova - Tanekyara Gekijou                      | 2007               | 4       | [ 89 ]          |
| Code Geass: Hangyaku no Lelouch Special Edition - Black Rebellion                 | 2008               | 1       | [ 90 ]          |
| Urusei Yatsura: The Shougaibutsu Suieitaikai                                      | 2008               | 1       | [ 91 ]          |
| Gintama: Shiroyasha Koutan                                                        | 2008               | 1       | [ 92 ]          |
| Mobile Suit Gundam MS IGLOO: Jūryoku sensen                                       | 2008-2009          | 3       | [ 21 ]          |
| Code Geass: Hangyaku no Lelouch R2 Special Edition - Zero Requiem                 | 2009               | 1       | [ 90 ]          |
| Kidou Senshi Gundam ZZ: Gundam Frag.                                              | 2009               | 2       | [ 93 ]          |
| Kidou Senshi Gundam 00 Special Edition                                            | 2009-2010          | 3       | [ 94 ]          |
| Tales of the Abyss Special Fan Disc                                               | 2009               | 2       | [ 95 ]          |
| Kurokami: Tora to Tsubasa                                                         | 2009               | 1       | [ 96 ]          |

#### Dal 2010 al 2019
| Titolo                                                                             | Anno di produzione | Episodi | Note e fonti    |
| ---------------------------------------------------------------------------------- | ------------------ | ------- | --------------- |
| Mai-HiME: Kuro no Mai/Saigo no Bansan                                              | 2010               | 1       | [ 97 ]          |
| Mobile Suit Gundam Unicorn                                                         | 2010-2014          | 7       | [ 30 ] [ 1 ]    |
| Sōkō kihei Votoms: Genei-hen                                                       | 2010               | 6       | [ 30 ]          |
| Gintama: Dai Hanseikai                                                             | 2010               | 1       | [ 98 ]          |
| My Otome Special: Otome no Inori                                                   | 2010               | 1       | [ 99 ]          |
| Hipira-kun (ONA)                                                                   | 2010               | 2       | [ 100 ]         |
| Code Geass: Hangyaku no Lelouch - Kiseki no Birthday                               | 2010               | 1       | [ 101 ]         |
| Mokei Senshi Gunpla Builders Beginning G                                           | 2010               | 3       | [ 30 ]          |
| Sōkō kihei Votoms: Case;Irvine                                                     | 2010               | 1       | [ N 15 ] [ 30 ] |
| Votoms Finder                                                                      | 2010               | 1       | [ 30 ]          |
| Gintama: Shinyaku Benizakura-hen                                                   | 2010               | 1       | [ 102 ]         |
| Sōkō kihei Votoms: Koei Futatabi                                                   | 2011               | 1       | [ 30 ]          |
| Koi☆Sento                                                                          | 2011               | 1       | [ 30 ]          |
| Norageki!                                                                          | 2011               | 1       | [ 30 ]          |
| Code Geass: Soubou no Oz                                                           | 2012-2013          | 5       | [ 30 ]          |
| Code Geass - Hangyaku no Lelouch - Nunnally in Wonderland                          | 2012               | 1       | [ 103 ]         |
| Natsuiro Kiseki: 15-kaime no Natsuyasumi                                           | 2012               | 1       | [ 104 ]         |
| Accel World EX                                                                     | 2012-2013          | 2       | [ 105 ]         |
| Kidou Senshi Gundam: Dai 08 MS Shoutai - Sanjigen to no Tatakai                    | 2013               | 1       | [ 106 ]         |
| Mobile Suit Gundam AGE: Memory of Eden                                             | 2013               | 1       | [ 30 ]          |
| Hipira-kun (OAV)                                                                   | 2014               | 1       | [ 107 ]         |
| Kidou Senshi Gundam Unicorn: Episode EX - Hyakunen no Kodoku                       | 2014               | 1       | [ 108 ]         |
| Shinrabanshou: Tenchi Shinmei no Shou                                              | 2014               | 1       | [ 109 ]         |
| Buddy Complex: Kanketsu-hen - Ano Sora ni Kaeru Mirai de                           | 2014               | 2       | [ 30 ]          |
| Mobile Suit Gundam: The Origin                                                     | 2015-2018          | 6       | [ 30 ]          |
| Gundam: G no Reconguista - From the Past to the Future                             | 2015               | 1       | [ 110 ]         |
| Gintama': Futon ni Haitte kara Buki Nokoshi ni Kizuite Neru ni Nerenai Toki mo Aru | 2015               | 1       | [ 111 ]         |
| Mobile Suit Gundam Thunderbolt                                                     | 2015-2016          | 4       | [ 112 ]         |
| Gundam Build Fighters Try Island Wars                                              | 2016               | 1       | [ 30 ]          |
| Mori no Ongakudan                                                                  | 2016               | 13      | [ 30 ]          |
| Mobile Suit Gundam Thunderbolt (second season)                                     | 2017               | 4       | [ 113 ]         |
| Mobile Suit Gundam: Twilight AXIS                                                  | 2017               | 6       | [ 114 ]         |
| Gundam Build Fighters: Battlogue                                                   | 2017               | 5       | [ 115 ]         |
| Gundam Build Fighters: GM no Gyakushuu                                             | 2017               | 1       | [ 30 ]          |
| Gundam Build Divers Prologue                                                       | 2018               | 1       | [ 116 ]         |
| Isekai Izakaya ~ Koto Aitheria no Izakaya Nobu ~                                   | 2018               | 24      | [ 30 ]          |
| SD Gundam World Sangoku Soketsuden                                                 | 2019-2021          | 10      | [ 117 ]         |
| Ano Hi no Kokoro wo Toraete                                                        | 2019               | 1       | [ 118 ]         |

#### Dal 2020 in poi
| Titolo                                                   | Anno di produzione | Episodi | Note e fonti             |
| -------------------------------------------------------- | ------------------ | ------- | ------------------------ |
| Mashin Hero Wataru: Shichikon no Ryuujinmaru             | 2020               | 9       | [ 46 ]                   |
| SD Gundam World Heroes                                   | 2021               | 24      | [ 46 ]                   |
| Artiswitch                                               | 2021               | 6       | [ 46 ]                   |
| Gundam Breaker: Battlogue                                | 2021               | 6       | [ 46 ]                   |
| Kidou Senshi Gundam: Tekketsu no Orphans - Tokubetsu-hen | 2022               | 9       | [ 119 ]                  |
| Mobile Suit Gundam: The Witch from Mercury - Prologue    | 2022               | 1       | [ 120 ]                  |
| Hi-DRIVERS!                                              | 2022               | 1       | [ 46 ]                   |
| Love Live! Nijigasaki High School Idol Club: Next Sky    | 2023               | 1       | [ 121 ]                  |
| Artiswitch: Ruru's Episodes of Memories                  | 2023-2024          | 2       | [ N 16 ] [ 122 ] [ 123 ] |
| Sand Land: The Series                                    | 2024               | 13      | [ N 11 ] [ 124 ]         |
| Code Geass: Dakkan no Rozé                               | 2024               | 12      | [ 125 ]                  |
| Gundam: Requiem for Vengeance                            | 2024               | 6       | [ N 17 ] [ 126 ]         |

## Autori della Sunrise

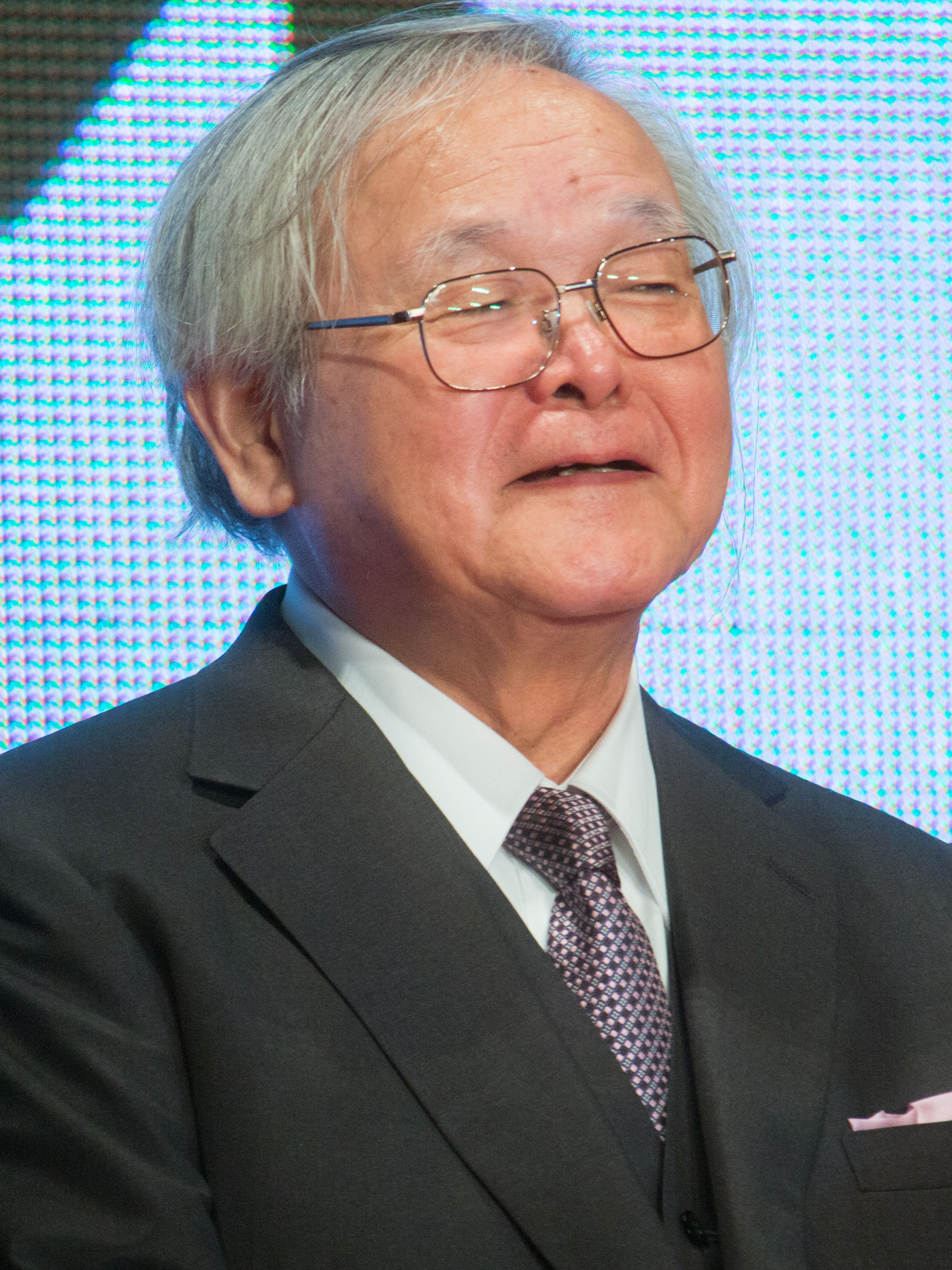
Yoshikazu Yasuhiko alla giornata d'apertura del 28º Tokyo International Film Festival.

- Yoshikazu Yasuhiko
- Yoshiyuki Tomino
- Kunio Ōkawara
- Mamoru Nagano

### Hajime Yatate
Tra i crediti di tutte le produzioni della Sunrise è presente il nome di un certo Hajime Yatate o Yadate (矢立 肇). Questo nome in realtà non identifica una persona ma è uno pseudonimo che indica il contributo dell'intero staff.